# Dockning
En dockning innebär att två rymdfarkoster som befinner sig i samma omloppsbana, låses till varandra ute i rymden. Om de är bemannade brukar även luckorna öppnas, så att rymdfararna ombord kan ta sig över till den andra farkosten utan att behöva genomföra en rymdpromenad.
Under en avspänningsepok under det kalla kriget i mitten av 1970-talet sågs dockningen mellan USA:s Apollofarkost och den sovjetiska rymdfarkosten Sojuz 19 den 17 juli 1975 symboliskt som ett viktigt steg i kampen för nedrustning och samarbete.
Begreppet kommer från det engelska likalydande, som ursprungligen betydde förtöja, eller gå i torrdocka, som sedan har överförts att betyda ett flertal situationer då någonting fästes på någonting annat, allting från cellbiologi till datorer.

## Exempel på rymddockningar

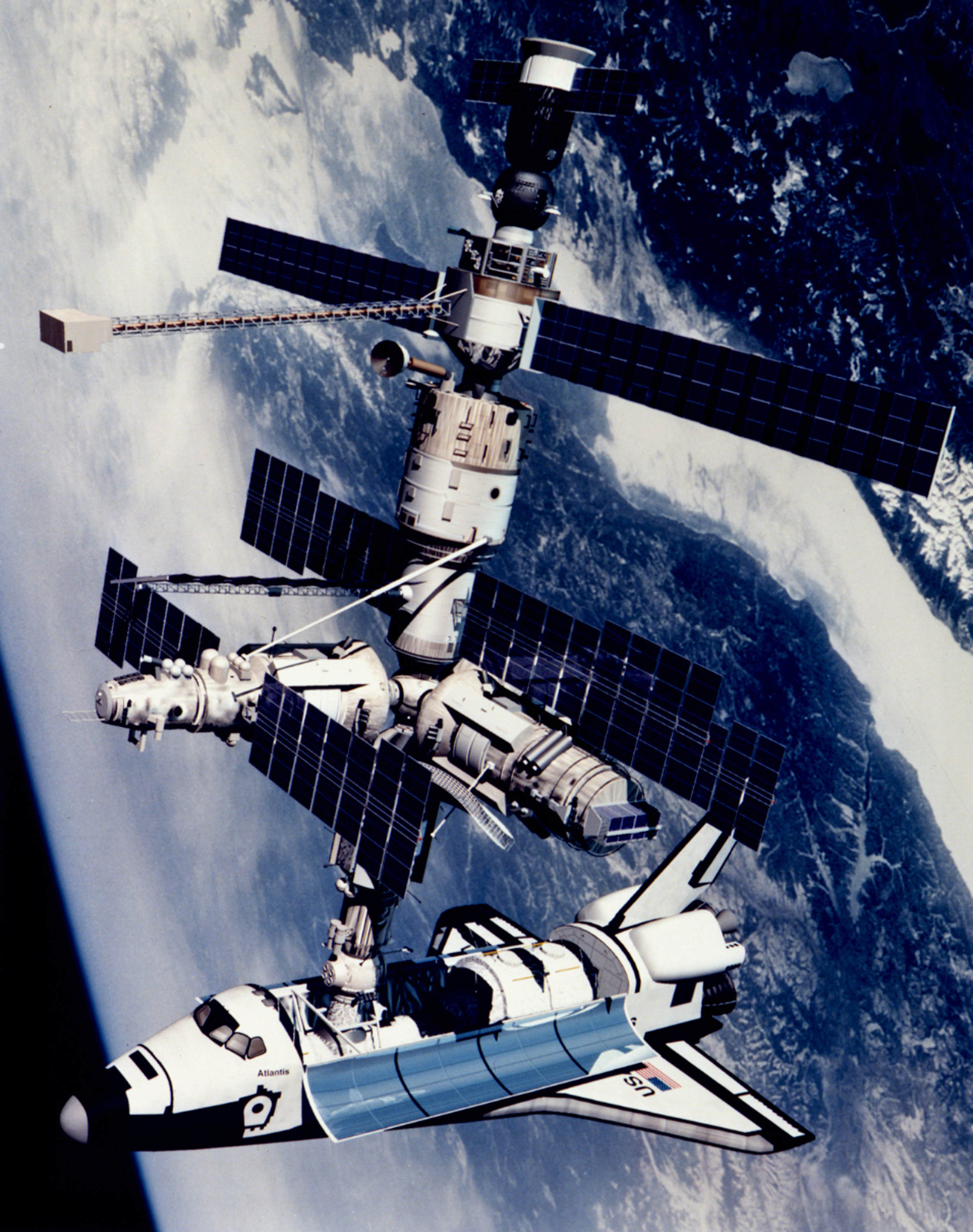
Ryska rymdstationen Mir och amerikanska rymdfärjan Atlantis dockade i juni 1995

- 16 mars 1966: USA genomför första dockningen mellan två rymdfarkoster, bemannade Gemini 8 och obemannade Agena 8.[3]
- 30 oktober 1967: Första dockningen mellan två obemannade rymdfarkoster. Kosmos 186 och Kosmos 188
- 16 januari 1969: Första dockningen mellan två bemannade rymdfarkoster. Sojuz 4 och Sojuz 5.
- 1969 - 1972: Månlandaren dockar med kommandoenheten under Apolloprogrammet.
- 6 juni 1971: Första dockningen med en rymdstation. Sojuz 11 och Saljut 1
- 17 juli 1975: NASA:s Apollo (ASTP) dockar med den sovjetiska rymdfarkosten Sojuz 19.[4]
- 22 januari 1978: Progress 1 dockar med rymdstationen Saljut 6
- mars-juli 1986: Sojuz T-15 besöker under sin flygning två olika rymdstationer. Saljut 7 och Mir
- 29 juni 1995: NASA:s rymdfärja Atlantis och den ryska rymdstationen Mir dockar.
- 1998 - 2011: NASA:s rymdfärjor har kontinuerliga uppdrag till ISS.
- 2 november 2011: Den obemannade kinesiska farkosten Shenzhou 8 dockar med rymdstationen Tiangong 1.
- 25 maj 2012: SpaceX:s rymdfarkost Dragon blir första privata rymdfarkost att docka med ISS.
- 18 juni 2012: Den kinesiska farkosten Shenzhou 9 dockar med rymdstationen Tiangong 1.

## Fotnoter
1. ↑  Ofta felaktigt kallat Apollo 18 - denna kallades ASTP (Apollo-Sojuz-testprojektet) och hade inget nummer som de tidigare flygningarna i Apolloprogrammet.
2. ↑  Bengt Jonsson (20 mars 2003). ”Rymden – tur och otur”. Populär historia. http://www.popularhistoria.se/artiklar/rymden-tur-och-otur/. Läst 19 december 2015.
3. ↑  ”Det hände då 16 mars”. Sundsvalls tidning. 16 mars 2011. Arkiverad från originalet den 22 december 2015. https://web.archive.org/web/20151222150746/http://www.st.nu/slakt-o-vanner/det-hande-da-16-mars. Läst 19 december 2015.
4. ↑  Göran Rystad (16 mars 2001). ”Resan till månen”. Populär historia. http://www.popularhistoria.se/artiklar/resan-till-manen/. Läst 19 december 2015.